# Scaphyglottis stellata
Scaphyglottis stellata là một loài lan mọc từ Trung Mỹ đến Nam Mỹ nhiệt đới.

## Hình ảnh

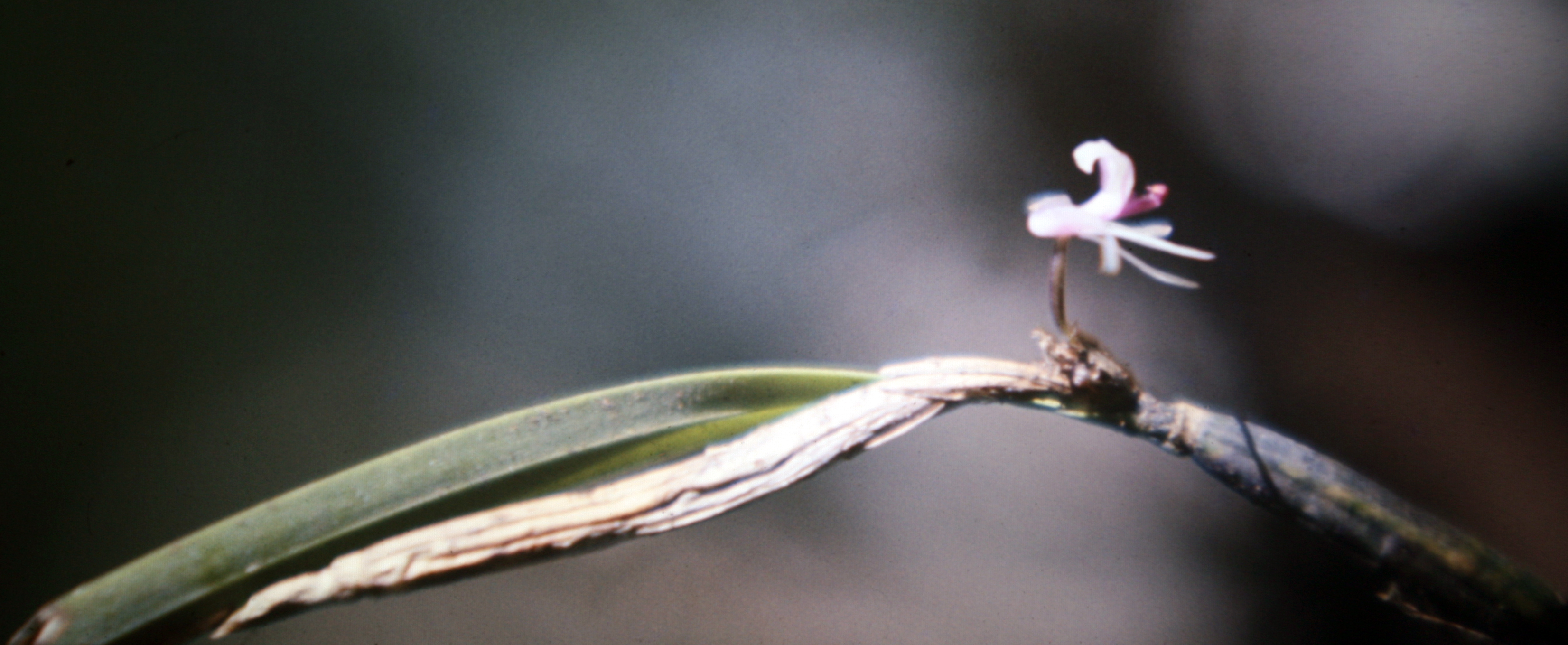
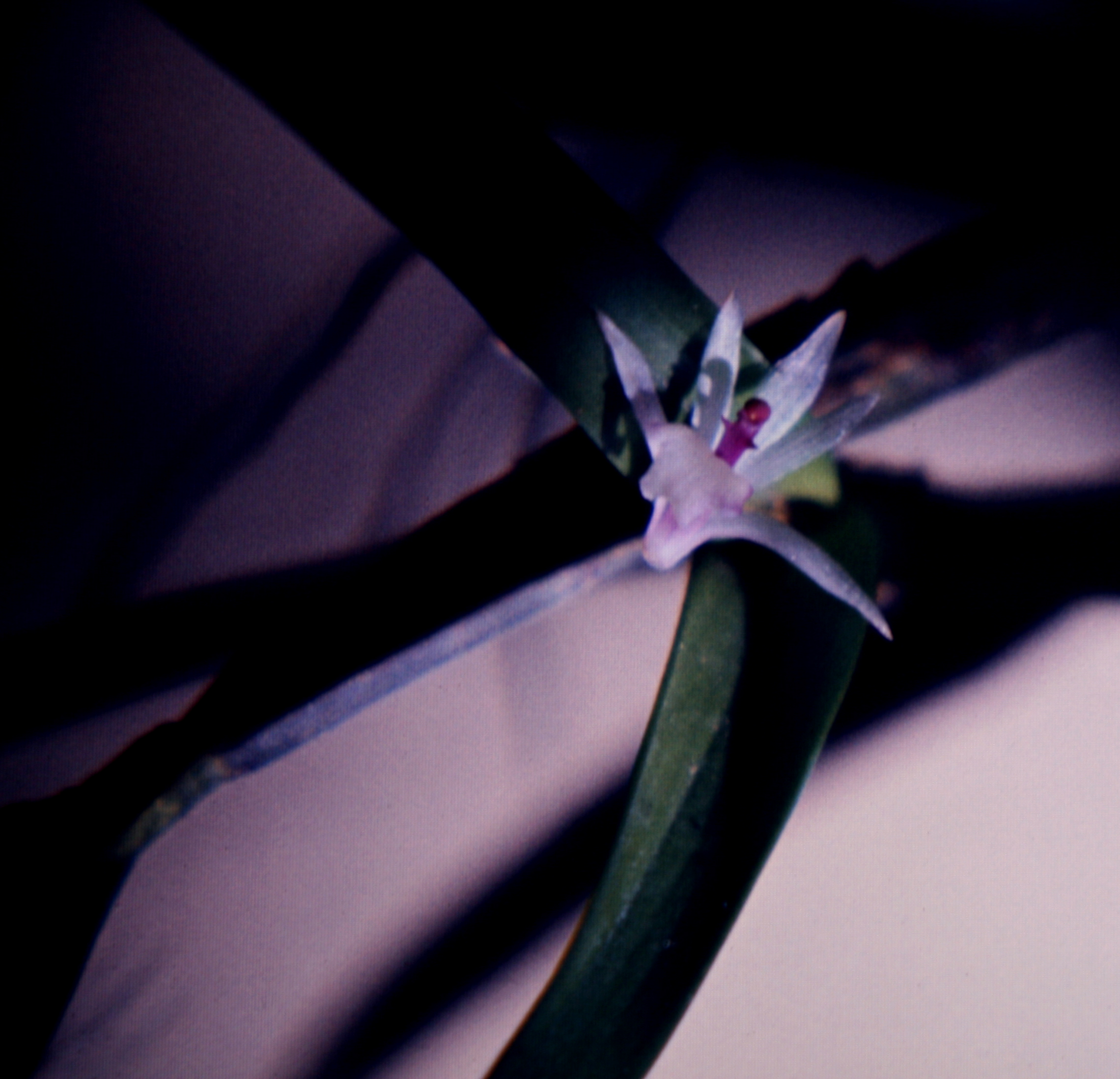
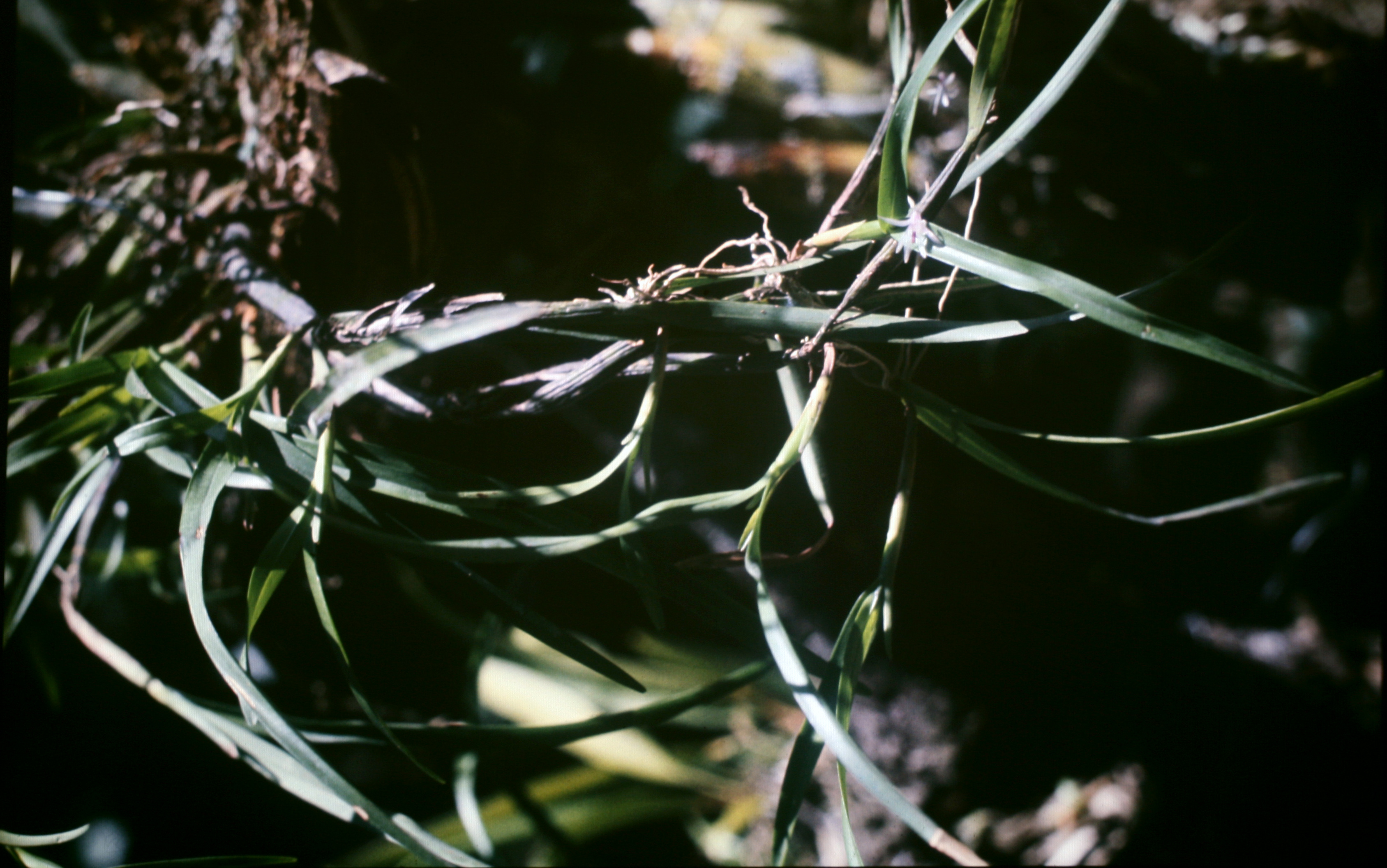